# دوناهاراستی
شهر دوناهاراستی(به مجاری: Dunaharaszti) در پِشت در کشور مجارستان واقع شده‌است. جمعیت این شهر ۱۸٫۳۵۶ نفر  است.

## نگارخانه

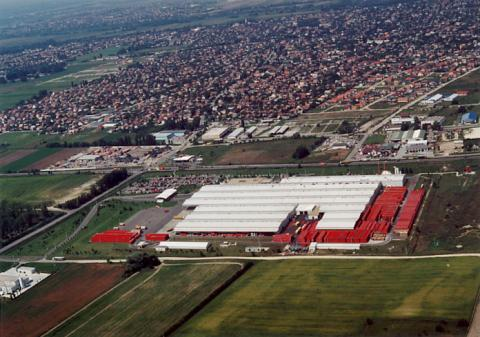